# Cochlonema dolichosporum
Cochlonema dolichosporum är en svampart som beskrevs av Drechsler 1935. Cochlonema dolichosporum ingår i släktet Cochlonema och familjen Cochlonemataceae.   Inga underarter finns listade i Catalogue of Life.